# Maria Middelares

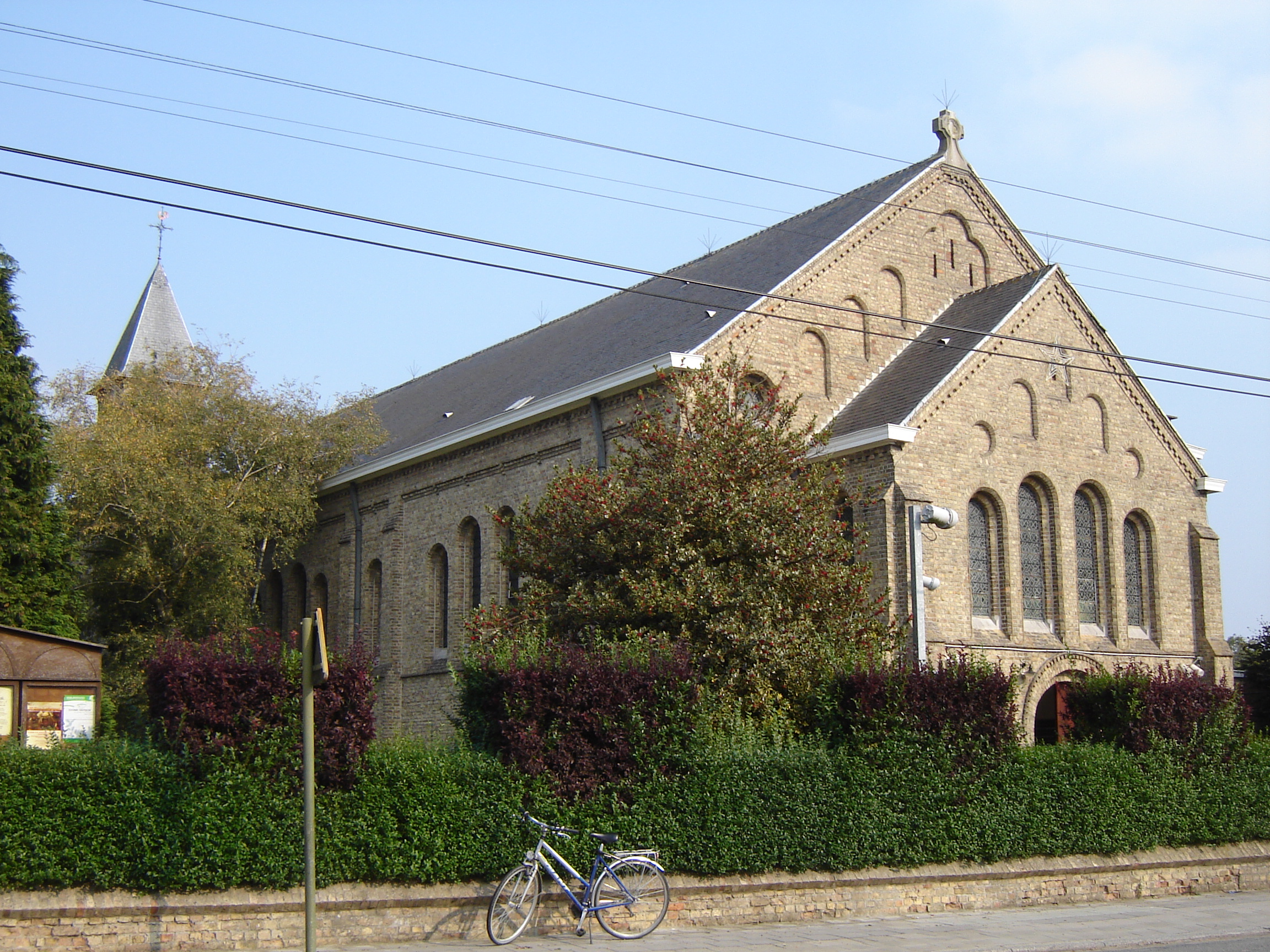
Onze-Lieve-Vrouw Middelareskerk te Ieper.

Maria Middelares (ook Maria, Middelares aller genaden of Maria Mediatrix) is een titel die de Katholieke Kerk geeft aan de Heilige Maagd Maria. Als Moeder van God houdt deze titel in dat zij de Goddelijke Genade bemiddelt. Naast Middelares worden in de Kerk nog vele andere titels aan haar gegeven.

## Kerkelijke leer
In de encycliek Iucunda Semper Expectatione over de rozenkrans van 8 september 1894 schreef Paus Leo XIII dat wij in het gebed onze toevlucht zoeken tot Maria, vloeit voort uit haar nabijheid tot de troon van God, als Middelares van de Goddelijke genade.
Het Tweede Vaticaans Concilie verwees in zijn document Lumen Gentium naar Maria als "Voorspreekster, Ondersteunster, Helpster en Middelares. Dit moet echter zo worden verstaan dat het niets afdoet van en niets toevoegt aan de waardigheid en werkzaamheid van Christus de enige Middelaar”.

## Voorstel tot dogma
Reeds in 1896 pleitte de Franse jezuïet René-Marie de la Broise, hoogleraar aan het Institut Catholique de Paris ervoor het optreden van Maria als Middelares te verheffen tot een dogma, dat is een officiële leerstelling van de Kerk. De Belgische redemptorist François Xavier Godts sloot zich in 1904 hierbij aan, in 1921 hierin gesteund door kardinaal Mercier.

## Vieringen
Op 31 mei wordt in de Missae pro aliquibus locis (Missen voor sommige plaatsen) Maria Middelares genoemd,
 op dezelfde dag als Maria Visitatie. Op sommige plaatsen wordt 31 augustus vermeld, maar die datum staat niet op de kerkelijke lijst van Mariavieringen.

## Lipa (Filipijnen)
Maria, Middelares van alle Genade (Spaans: María, Mediadora de Toda-Gracia; Tagalog: María, Tagapamagitan ng Lahat ng Biyaya) verwijst ook naar een Mariaverschijning die in 1948 zou hebben plaatsgevonden in het Karmelietenklooster van Lipa, in de Filipijnen, aan de voormalige postulante Teresita Castillo. Het oorspronkelijke beeld dat met de verschijning in verband wordt gebracht, is in het klooster bewaard gebleven. De Filipijnse kerk erkende de verschijning in 2015, maar een jaar later verwierp het Vaticaan de authenticiteit ervan. Toch is de plaatselijke devotie overeind gebleven.